# Маркиньи
Маркиньи́ (фр. Marquigny) — коммуна во Франции, находится в регионе Шампань — Арденны. Департамент — Арденны. Входит в состав кантона Туртерон. Округ коммуны — Вузье.
Код INSEE коммуны — 08278.
Коммуна расположена приблизительно в 190 км к северо-востоку от Парижа, в 75 км севернее Шалон-ан-Шампани, в 25 км к югу от Шарлевиль-Мезьера.

## Население
Население коммуны на 2008 год составляло 66 человек.
| 1962 | 1968 | 1975 | 1982 | 1990 | 1999 | 2008 |
| ---- | ---- | ---- | ---- | ---- | ---- | ---- |
| 80   | 100  | 87   | 70   | 64   | 65   | 66   |

## Экономика
В 2007 году среди 38 человек в трудоспособном возрасте (15—64 лет) 30 были экономически активными, 8 — неактивными (показатель активности — 78,9 %, в 1999 году было 60,0 %). Из 30 активных работали 28 человек (17 мужчин и 11 женщин), безработных было 2 (1 мужчина и 1 женщина). Среди 8 неактивных 0 человек были учащимися или студентами, 2 — пенсионерами, 6 были неактивными по другим причинам.

## Фотогалерея

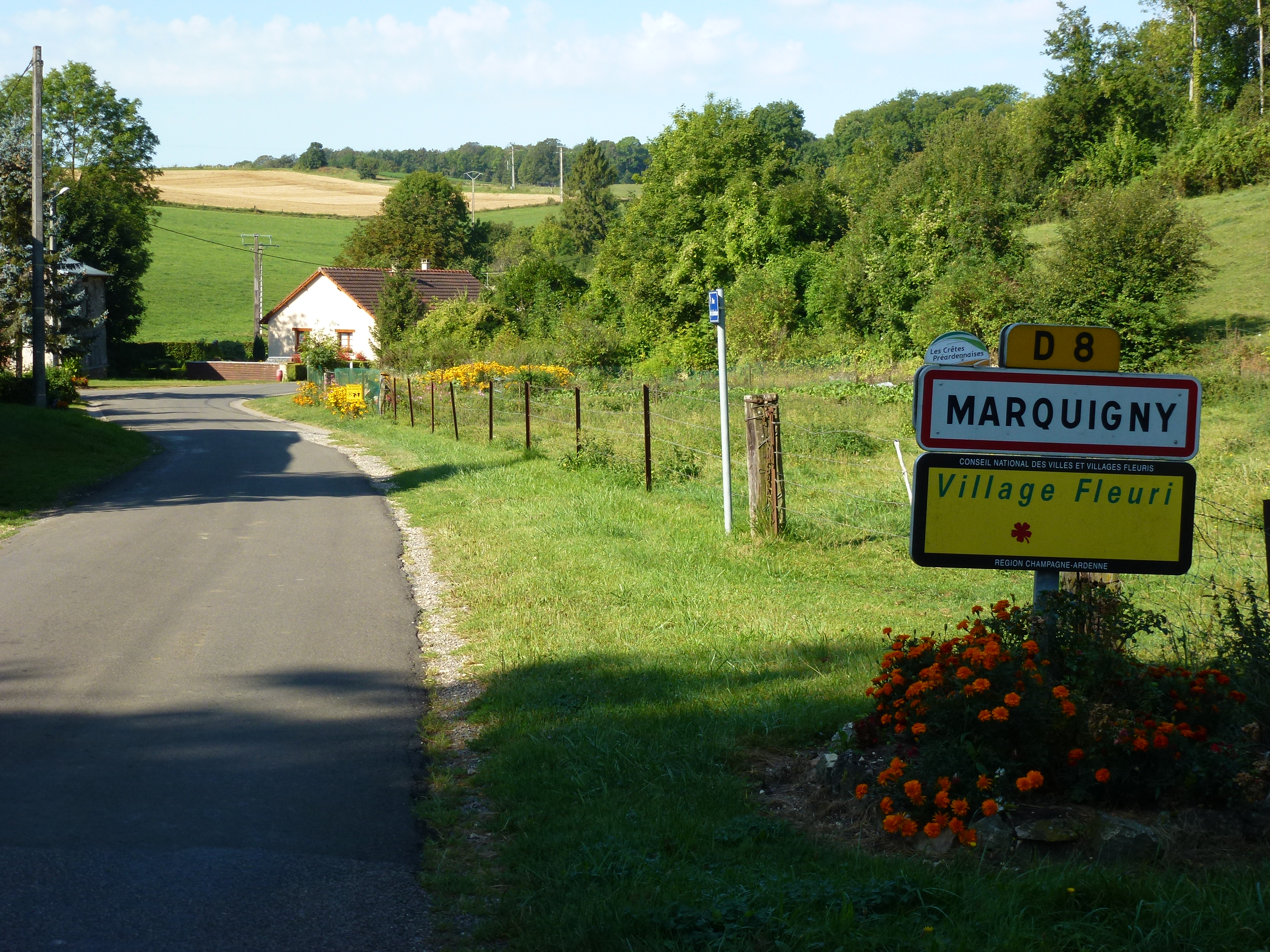
Въезд в Маркиньи
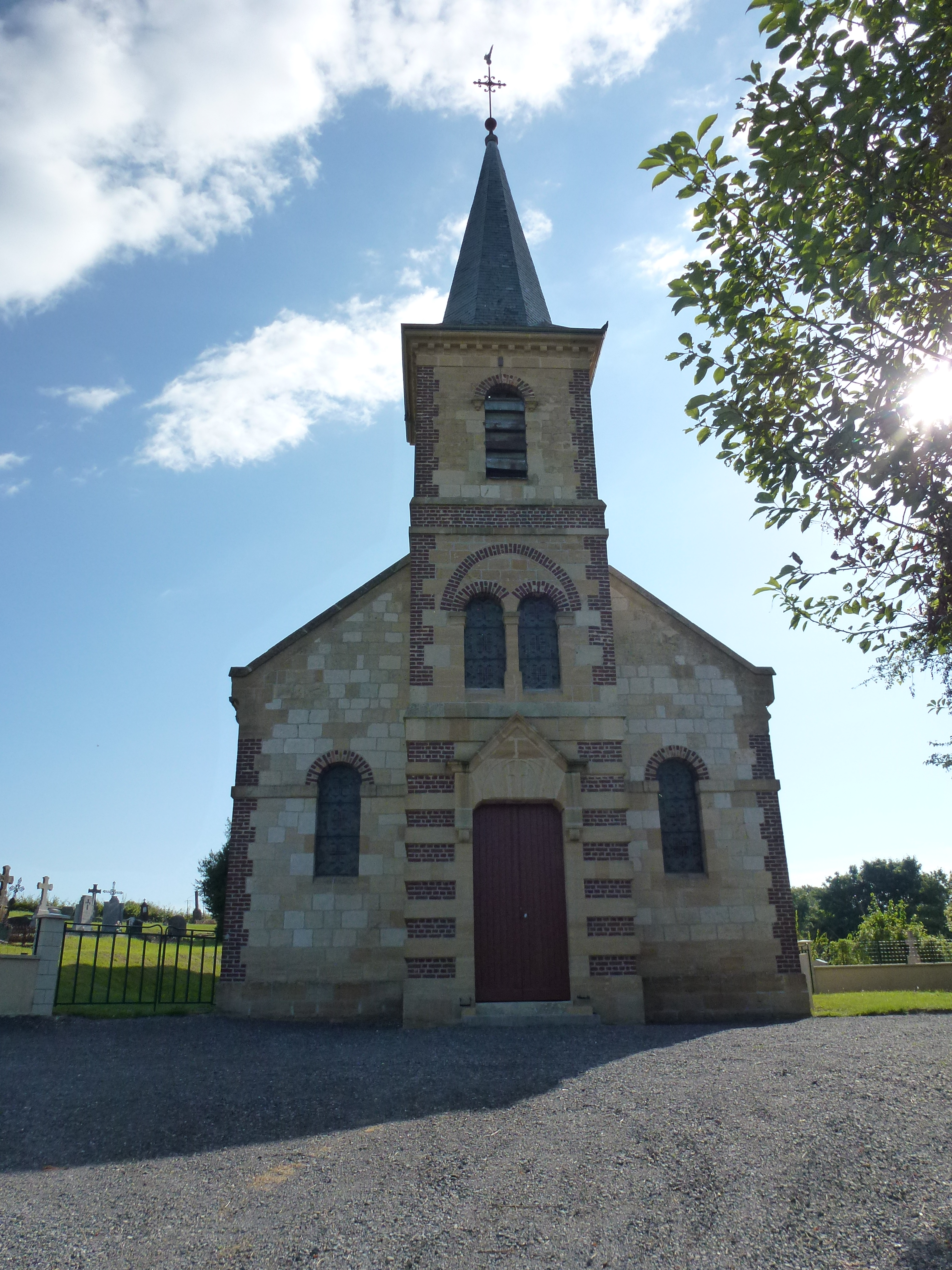
Церковь
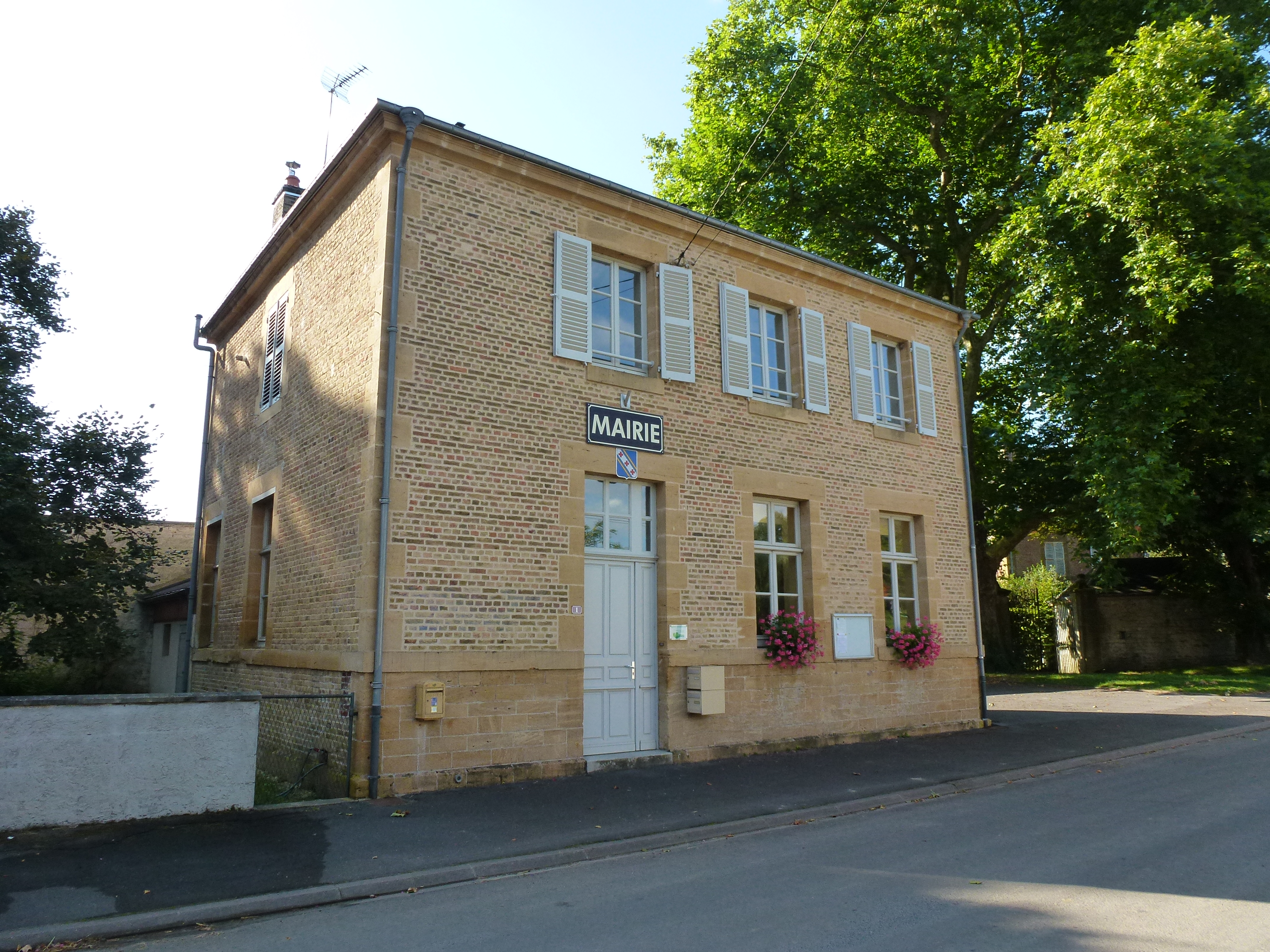
Мэрия
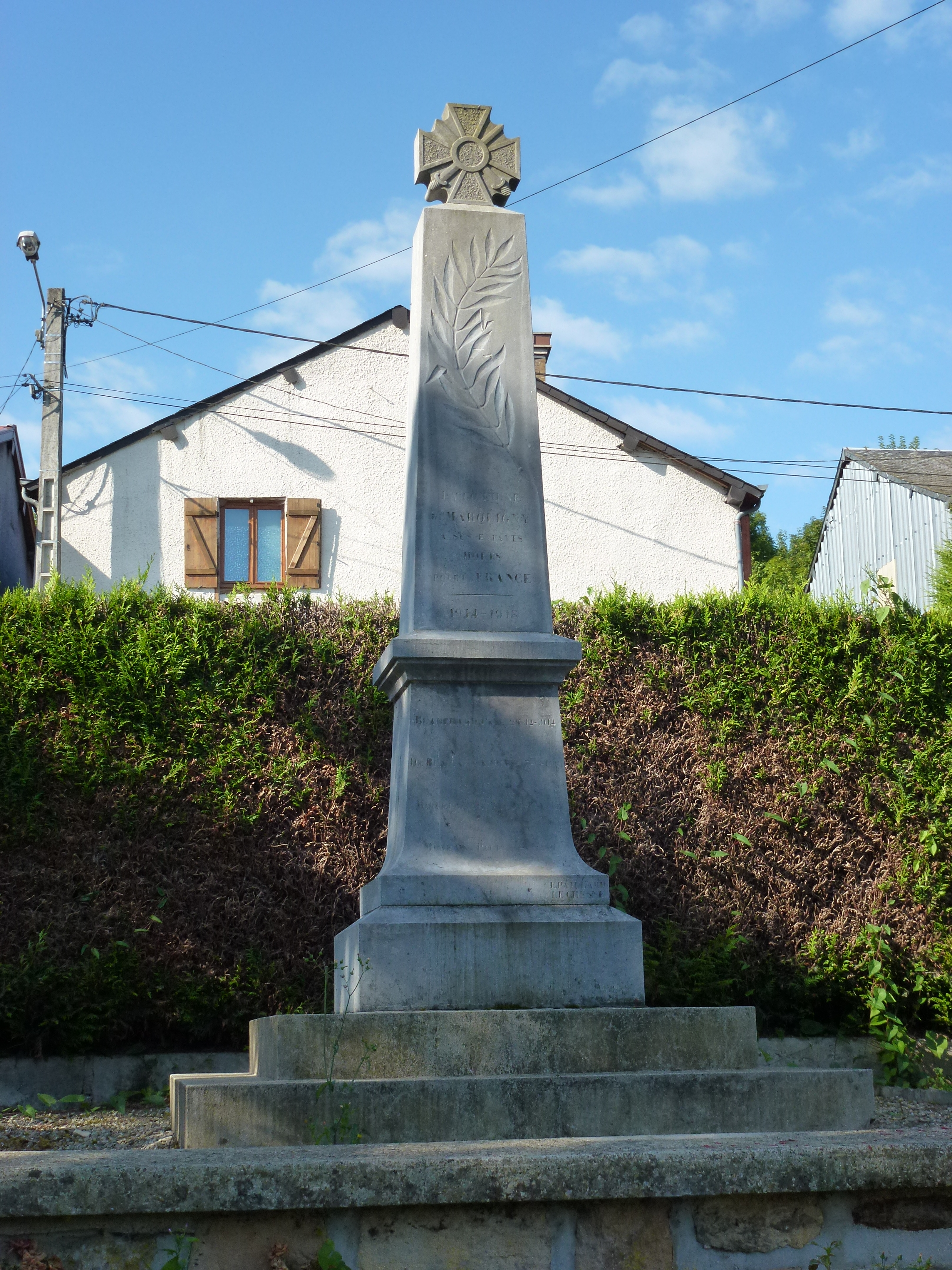
Памятник погибшим в Первой мировой войне